# Balsam jerozolimski
Balsam jerozolimski – środek leczniczy wytwarzany na bazie ziołowej, którego receptura opiera się na zapisach farmaceuty Oswalda Crolliusa z XVII wieku.

## Historia
W 1609 niemiecki lekarz i farmaceuta Oswald Crollius podał recepturę specyfiku na rany, nazywając go Balsamum vulnerarium efficacissimum. Recepturę znali w XVIII wieku franciszkanie z Kustodii Ziemi Świętej, prowadzący aptekę przy klasztorze Najświętszego Zbawiciela w Jerozolimie. Ojciec Antonio Menzani wytwarzał w oparciu o recepturę Crolliusa lek na rany, udostępniając go miejscowej ludności i pątnikom z Europy. Franciszkanie nazywali go Balsamem jerozolimskim. W archiwum państwowym w Wenecji, z którą minoryci z Bliskiego Wschodu utrzymywali stałe relacje, zachował się oryginalny odpis jerozolimskiej receptury pochodzący z czasów o. Menzaniego. Do przygotowania balsamu używano w Jerozolimie czterdziestu składników, m.in.: spirytusu winnego, kwiatów i nasion dziurawca, balsamu peruwiańskiego, oleju bursztynowego, benzoesu sumatrzańskiego, drewna aloesu, szyszkojagód jałowca. Balsamu używano zewnętrznie i doustnie w postaci rozcieńczanych kropel. O balsamie jerozolimskim wspomniał w wydanej w 1843 Pielgrzymce do Ziemi Świętej abp Ignacy Hołowiński.
W 1859 ksiądz Augustin Staude przywiózł recepturę Balsamu jerozolimskiego z pielgrzymki do Ziemi Świętej. Produkcją leku zajął się rezydujący na Mariańskiej Górce koło Kłodzka, na pruskim wówczas Śląsku, pustelnik i tercjarz franciszkański Johannes Treutler. Nie mając uprawnień, współpracował z kłodzkimi aptekarzami, najpierw Louisem Ambrosiusem, u którego kupował żywice, balsamy i zioła, a następnie Johannesem Schittnym, właścicielem apteki „Pod Murzynem”. Treutler wzbogacił się na produkcji i sprzedaży balsamu. Wybudował m.in. dom w stylu orientalnym nazywany „Johannesburgiem”. Przed śmiercią 11 lutego 1892 roku zapisał majątek franciszkankom ze Skiby. Licencję na produkcję leku udostępniono rodzinie Schittny, która po II wojnie światowej osiadła w Gütersloh w Niemczech.
Balsam jerozolimski według zmodyfikowanej receptury wytwarza również rodzina aptekarska Jockwig w Gelsenkirchen, dawni właściciele apteki „Pod Jeleniem” w Kłodzku. W Turyngii znany jest też balsam wytwarzany według receptury pochodzącej z Wiedeńskiej Księgi Leków z 1729 roku. Etykietowany jest jako: „W Nazarecie Prawdziwy Balsam Jerozolimski Złotego Anioła” (niem. In Nasareth Aechter Jerusalemer Balsam im goldenen Engel). W Polsce Balsam jerozolimski wytwarzany i sprzedawany jest przez bonifratrów. Ich preparat zawiera wyciągi z: balsamowca mirry, czarnego bzu, porostu islandzkiego, dziewanny, rumianku, lipy, tymianku, melisy, pąków sosny, podbiału, pelargonii.